# 워싱턴 문서

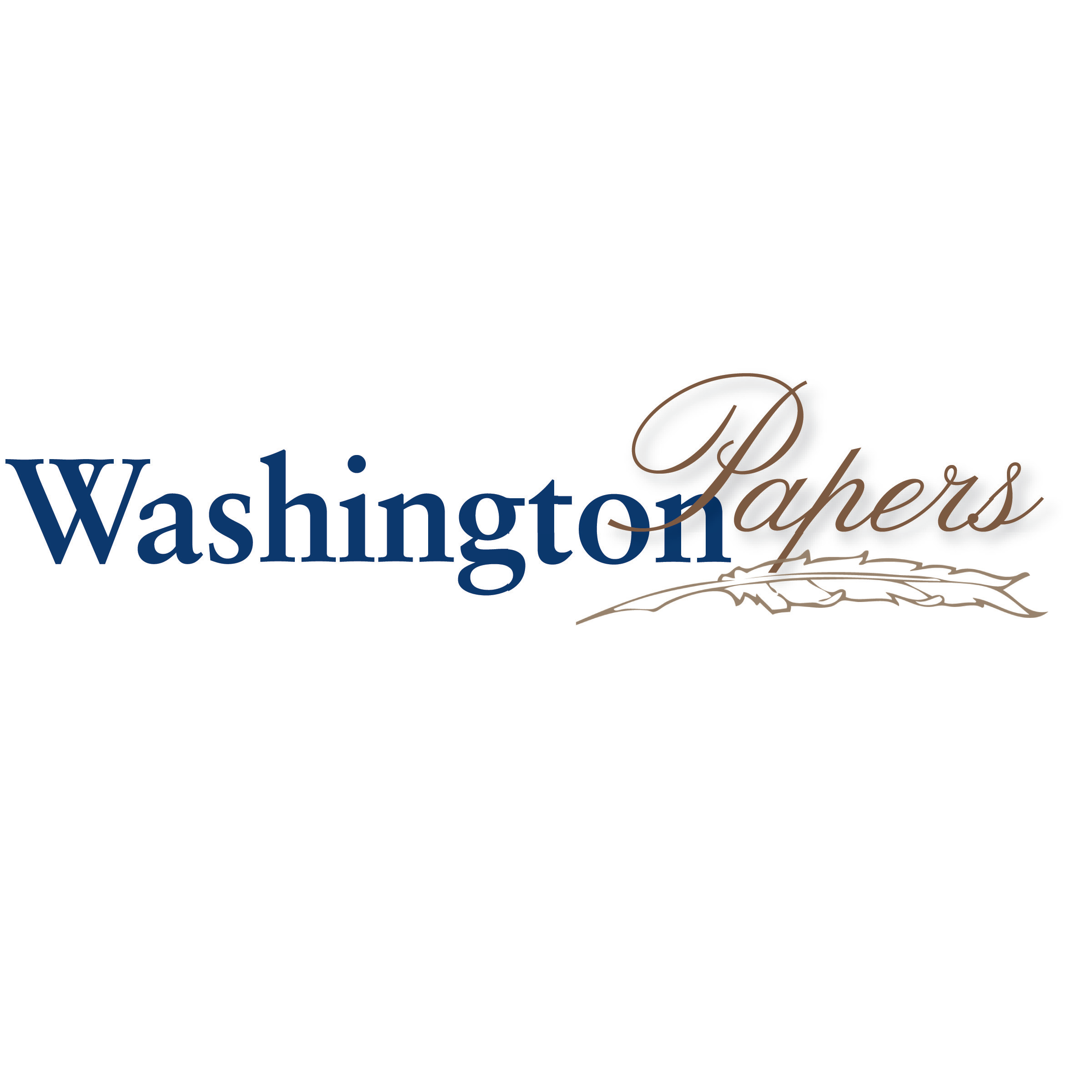
워싱턴 문서 로고

워싱턴 문서(Washington Papers), 또는 조지 워싱턴 문서(The Papers of George Washington)는 조지 워싱턴과 마사 워싱턴의 문서를 전면적인 활자 및 디지털 에디션으로 발행하는 데 전념하는 프로젝트이다. 1968년 버지니아 대학교에서 조지 워싱턴 페이퍼스로 설립된 워싱턴 페이퍼스는 조지 워싱턴과 그에게 가까웠던 인물들의 문서들을 포함하는 광범위한 프로젝트이다. 워싱턴 페이퍼스는 워싱턴을 더 넓은 맥락에 배치하고 마사 워싱턴과 워싱턴가 구성원과 같은 인물들을 더 명확하게 조명하는 것을 목표로 한다. 이 프로젝트는 현재 편집장 겸 이사 제니퍼 E. 스틴숀(Jennifer E. Steenshorne)이 이끌고 있으며, 이 유형 중 가장 큰 컬렉션이다. 이 프로젝트는 인문학 국립 기금(National Endowment for the Humanities), 국립 역사 간행물 및 기록 위원회(National Historical Publications and Records Commission), 패카드 인문학 연구소(Packard Humanities Institute), 마운트 버넌 부인 협회(Mount Vernon Ladies' Association), 버지니아 대학교, 플로렌스 굴드 재단(Florence Gould Foundation) 및 기타 개인 기부자들의 부분적인 자금 지원을 받는다.
이 프로젝트는 버지니아 도서관에 일부 보관되어 있는 조지 워싱턴 아카이브와 미국 의회도서관의 조지 워싱턴 페이퍼스, 아메리칸 메모리 데이터베이스와 구별되어야 한다. 앞서 언급된 두 아카이브는 워싱턴의 원본 서신 중 일부를 소장하고 있는 반면, 워싱턴 페이퍼스는 이러한 문서의 사본과 관련 문서의 사본을 보관하며, 여기에는 전사본과 주석이 첨부되어 있다. 워싱턴 페이퍼스는 가독성과 맥락 모두에서 향상된 읽기 편의성을 통해 버지니아 도서관과 아메리칸 메모리가 제공하는 것과는 다른 형태의 접근성을 연구자에게 제공하는 데 사용된다.

## 역사
이 프로젝트는 1966년 버지니아 주 기록 보관인이 워싱턴 문서를 위한 다큐멘터리 편집 프로젝트를 대학에서 시작할 것을 제안하면서 시작되었다. 2년 후 마운트 버넌 부인 협회의 도움을 받아 워싱턴 페이퍼스가 시작되었다. 초대 편집장 도널드 잭슨이 임명되었고, 이 프로젝트는 "워싱턴이 쓴 편지뿐만 아니라 그가 받은 편지까지 포함하여 가장 포괄적인 편찬물이 되는 것"을 목표로 삼았다. 이를 위해 프로젝트는 140,000개의 문서 사본을 찾아 확보했다. 이로 인해 이 프로젝트는 워싱턴이 작성한 자료만 수집하는 다른 컬렉션과 차별화되었으며, 이러한 움직임의 배경에는 더 철저한 연구를 위해 워싱턴에 대한 더 포괄적인 개요를 제공한다는 아이디어가 있었다.
1976년부터 워싱턴 페이퍼스 프로젝트는 버지니아 대학교 출판부를 통해 컬렉션 세트를 출시하기 시작했다. 세트는 자료의 종류와 시기에 따라 다른 컬렉션으로 구분된다. 2004년에는 부인 협회와 버지니아 대학교 출판부의 디지털 데이터베이스의 도움을 받아 컬렉션을 디지털화했다. 디지털화된 컬렉션은 조지 워싱턴 페이퍼스 디지털 에디션(Papers of George Washington Digital Edition)이라고 불리며 정기적으로 업데이트된다. 다음 해에는 백악관에 조지 워싱턴 페이퍼스 전체 세트를 기증했다. 2010년에는 미국 국립문서기록관리청과 버지니아 대학교 출판부가 창립자 관련 문서에 대한 무료 접근을 제공할 새로운 프로젝트인 파운더스 온라인(Founders Online)을 발표했다.

## 확장
프로젝트는 시작 이후 컬렉션의 가용성과 이해도를 높이는 데 도움이 되는 여러 프로젝트를 포함하도록 확장되었다. 일부 확장은 NARA와 같은 다른 기관과의 더 큰 프로젝트의 일부로 이루어졌다.

### 파운더스 온라인
2010년 10월, NARA와 버지니아 대학교 출판부는 워싱턴을 포함한 7명의 미국 건국의 아버지의 문서 전용 웹사이트인 파운더스 온라인을 만들 계획을 발표했다. 프로젝트 작업은 2011년 10월에 시작되어 2013년 10월에 온라인에 공개되었으며, 워싱턴 페이퍼스 인쇄본에 대한 무료 공개 접근을 제공한다. 이전에는 조지 워싱턴 페이퍼스 디지털 에디션을 통해 온라인에서 문서를 이용할 수 있었다. 파운더스 온라인 프로젝트는 존 애덤스, 벤저민 프랭클린, 알렉산더 해밀턴, 존 제이, 토머스 제퍼슨, 제임스 매디슨의 저작과 편지도 포함한다. 이 사이트의 검색 가능한 데이터베이스를 통해 185,000개의 개별 문서에 접근할 수 있다.

### 조지 워싱턴 재정 문서 프로젝트
재정 문서 프로젝트는 2011년 NARA의 보조금 지원을 받아 공식적으로 시작되었다. 이는 조지 워싱턴 페이퍼스의 디지털 전용 문서판이며, 원장, 회계 장부, 영수증 및 기타 항목을 포함한 워싱턴의 재정 문서에 대한 정확한 전사본을 담은 무료 접근 인터넷 데이터베이스를 만드는 것을 목표로 한다.

### 참고 문헌 프로젝트
참고 문헌 프로젝트는 2012년에 시작된 진행 중인 프로젝트로, 조지 워싱턴에 대해 쓰여진 어린이 책을 포함한 수많은 자료를 분류하고 설명하는 포괄적인 데이터베이스를 만드는 것을 목표로 한다. 완료되면 이 프로젝트는 조지 워싱턴을 중요하게 묘사하는 각 텍스트의 맥락과 의미를 설명하는 자료에 대한 접근을 사용자에게 제공할 것이다.

### 마사 워싱턴 페이퍼스 프로젝트
마사 워싱턴 페이퍼스 프로젝트는 2015년 7월에 시작되었으며, 영부인이 주고받은 서신을 수집할 예정이다. 이 작업은 그녀가 워싱턴 사망 후 워싱턴과 주고받은 서신 대부분을 불태웠기 때문에 어려운 과제이다. 워싱턴 페이퍼스는 그녀의 서신을 온라인과 2권의 인쇄본으로 출판할 계획이다.

### 바베이도스 일기 프로젝트
바베이도스 일기 프로젝트는 2015년 여름에 시작되었다. 이 프로젝트는 조지 워싱턴이 1751년 그의 형 로렌스와 함께 바베이도스로 여행하면서 작성한 항해 일지와 일기를 전사할 예정이다. 완료되면 이 자료와 그 주석은 디지털 및 활자판으로 모두 제공될 것이다.

### 아웃리치 프로젝트
워싱턴 페이퍼스는 여러 아웃리치 프로젝트를 조직했으며, 그 중 일부는 초등교육 및 중등교육 학생들을 교육하는 것을 목표로 한다. 이러한 프로그램의 두 가지 예로는 조지 워싱턴이 특정 날짜에 무엇을 했는지 사용자에게 보여주는 데이 바이 데이(Day by Day) 프로젝트와 K-12 교육자들이 여름 동안 이 프로젝트에서 역할을 수행하면서 초기 미국 역사에 대한 1차 자료 문서 및 학술 연구 경험을 통해 전문성 개발을 더욱 발전시키는 데 도움을 주는 교사 인턴십 프로그램이 있다.

## 출판물
워싱턴 페이퍼스는 워싱턴 가족의 문서를 다루고 재인쇄하는 여러 권의 작품을 출시했으며, 1976년 조지 워싱턴의 일기 6권 세트를 시작으로 한다. 모든 작품은 버지니아 대학교의 대학교 출판부, 버지니아 대학교 출판부를 통해 출판되었으며, 전체 세트는 90권에 달할 것으로 예상되며, 마지막 권은 2023년경에 출시될 것으로 예상된다. 현재까지 63권이 출판되었다.

### 워싱턴 일기
조지 워싱턴의 일기(The Diaries of George Washington)는 워싱턴 페이퍼스 프로젝트의 세 번째 편집장인 도로시 투히그(Dorothy Twohig)가 편집하여 1976년부터 1979년 사이에 발매된 6권짜리 세트이다. 일기는 1748년부터 그의 사망 직전인 1799년까지 워싱턴의 성인 생활 대부분을 다룬다. 워싱턴의 일기 중 일부가 발견되지 않아 컬렉션에 일부 공백이 있다.

### 대통령 기록
1981년, 이 프로젝트는 1793년부터 1797년까지 워싱턴의 재임 기간 동안 그에게 제출된 문서 2권으로 구성된 1793~1797년 대통령 회의록(The Journal of the Proceedings of the President, 1793–1797)을 발표했다. 투히그가 또한 편집한 이 문서들은 워싱턴의 비서인 토비아스 리어와 바르톨로뮤 댄드리지가 관리했으며, 일인칭 이야기로 작성되었다. 이 프로젝트의 웹사이트에 따르면, 이 컬렉션은 당시 육군부 관련 기록의 부족과 워싱턴 일기의 공백으로 인해 "워싱턴 행정부에서 대통령과 내각의 의사 결정 참여에 상당한 빛을 비춘다"고 한다. 이 컬렉션은 도로시 투히그가 편집했다.

### 식민지 시대 문서
조지 워싱턴 문서: 식민지 시대 시리즈, 1744년~1775년 6월(The Papers of George Washington. The Colonial Series, 1744–June 1775)은 워싱턴의 프렌치 인디언 전쟁 시기, 버지니아 농장주로서의 활동, 그리고 1744년부터 1775년까지의 그의 삶을 다루는 10권짜리 세트이며, 여기에는 그레이트 디즈멀 늪을 측량했던 시기도 포함된다. 이 컬렉션은 프로젝트의 두 번째 편집장인 윌리엄 라이트 애벗과 도로시 투히그가 편집했다.

### 독립 전쟁 문서
조지 워싱턴 문서: 독립 전쟁 시리즈, 1775년 6월~1783년 12월(The Papers of George Washington. The Revolutionary War Series, June 1775–December 1783)은 현재 23권으로 구성된 진행 중인 컬렉션이며, 첫 권은 1985년에 발매되었다. 이 세트는 W.W. 애벗, 도로시 투히그, 필랜더 D. 체이스(Philander D. Chase), 시어도어 J. 크래클(Theodore J. Crackel), 에드워드 G. 렌젤(Edward G. Lengel)이 편집했으며, 미국 독립 전쟁 시기 워싱턴의 문서를 다룬다.

### 연합 시대 문서
조지 워싱턴 문서: 연합 시리즈, 1784년 1월~1788년 9월(The Papers of George Washington. The Confederation Series, January 1784-September 1788)은 1992년부터 1997년 사이에 발매된 6권짜리 세트이며, W.W. 애벗과 도로시 투히그가 편집했다. 이 책들은 독립 전쟁 후 마운트 버넌에서의 워싱턴의 삶을 다루고 있어, 대부분의 문서가 공식적인 내용보다는 개인적인 성격을 띤다.

### 대통령 문서
조지 워싱턴 문서: 대통령 시리즈, 1788년 9월~1797년 3월(The Papers of George Washington. The Presidential Series, September 1788–March 1797)은 신생국의 초대 미국 대통령으로 조지 워싱턴 행정부를 수행한 기간을 다루는 진행 중인 시리즈이다. 이 세트에는 대통령이 작성한 문서뿐만 아니라 재임 기간 동안 그에게 제출된 자료, 그리고 그의 개인, 사회, 사업 생활에 관한 문서가 포함되어 있다. 이 책들은 W. W. 애벗, 도로시 투히그, 필랜더 D. 체이스, 시어도어 J. 크래클, 에드워드 G. 렌젤이 편집했으며, 현재 18권째로, 첫 권은 1987년에 발매되었다.

### 은퇴 문서
조지 워싱턴 문서: 은퇴 시리즈, 1797년 3월~1799년 12월(The Papers of George Washington. The Retirement Series, March 1797–December 1799)은 1797년 3월부터 시작되는 워싱턴의 은퇴 생활을 다루는 4권짜리 문서 세트이다. 이 세트는 1998년부터 1999년 사이에 발매되었으며 도로시 투히그가 편집했다. 워싱턴은 은퇴 기간 동안 주로 마운트 버넌 근처에 머물렀지만, 서부의 토지 소유지와 관련하여 여전히 활발하게 활동했으며 국가의 정치적 상황을 인지하고 있었다.

## 수상

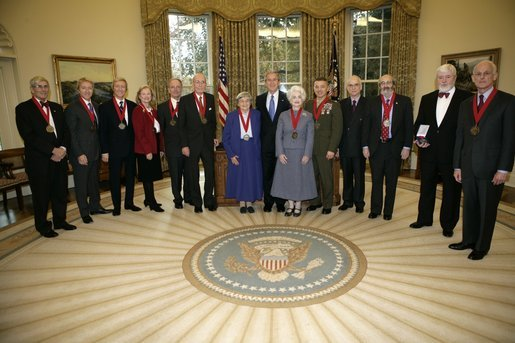
전 편집장 테드 크래클이 조지 W. 부시 대통령 및 2005년 국립 인문학 훈장 수상자들과 함께 오른쪽에서 두 번째에 서 있다.

이 프로젝트와 그 구성원들은 조지 W. 부시 대통령이 수여한 2005년 국립 인문학 훈장을 포함하여 프로젝트 작업에 대한 여러 상을 받았다.
- 다큐멘터리 편집 협회(The Association for Documentary Editing)의 다큐멘터리 판 발행 우수 공로 라이먼 H. 버터필드상 (1986년, 수상)[14]
- 미국 연방 정부 역사 학회의 토머스 제퍼슨상 (2003년, 수상 - 크리스틴 스턴버그 패트릭 박사, 대통령 시리즈 11권 편집)[15]
- 국립 인문학 훈장 (2005년, 수상)[16]
- 미국 도서관 협회(American Library Association)의 초이스(Choice) 잡지 선정 우수 학술 도서 (2007년, 조지 워싱턴 페이퍼스 디지털 에디션)[17]

## 같이 보기
- 조지 워싱턴의 참고 문헌
- 파운더스 온라인
  - 애덤스 페이퍼스 편집 프로젝트
  - 벤저민 프랭클린의 서류
  - 제임스 매디슨의 서류
  - 토머스 제퍼슨의 서류
  - 존 제이의 선별된 서류
- 조지 워싱턴 문서 목록
- 미국 대통령 목록
- 이전 경력별 미국 대통령 목록